# Gymnopleurus somaliensis
Gymnopleurus somaliensis là một loài bọ cánh cứng trong họ Bọ hung (Scarabaeidae).